# Zasłona (koszykówka)
Ten artykuł opisuje zagadnienie koszykarskie zgodne z normami FIBA.
Zasady w ligach NBA, NCAA lub innych mogą różnić się od tutaj przedstawionych.
Zasłona – w koszykówce powszechna nazwa na ustawienie się zawodnika drużyny atakującej nieposiadającego piłki (najczęściej wysokiego i masywnego) w taki sposób, że obrońca, który kryje zawodnika z piłką, biegnąc za nim zatrzyma się na zawodniku stawiającym zasłonę. W rzeczywistości nie tylko zatrzymanie zawodnika poprzez fizyczny kontakt nazywa się w koszykówce zasłoną, lecz także każda próba opóźnienia lub zatrzymania w dowolny sposób (np. poprzez przebiegnięcie blisko przed nim) zawodnika bez piłki, tak by nie mógł osiągnąć pożądanej przez niego pozycji na boisku.
W praktyce tradycyjna (klasyczna) zasłona wygląda tak: zawodnik bez piłki podchodzi blisko obrońcy i staje mocno na nogach. W tym momencie zawodnik posiadający piłkę biegnie pod kosz, omijając przeciwnika tą stroną, z której jest zasłona. Tym samym masywny zawodnik odcina drogę obrońcy – inny gracz musi przejąć krycie atakującego.
Obrońca trafiony zasłoną może jednak przecisnąć się przez zasłonę, poprzez zastosowanie tzw. "walki na szczycie zasłony".
Zasłona jest często wykorzystywana w formie pick'n'roll.
Zasłona jest wykonana prawidłowo (jest legalna), jeśli zasłaniający zawodnik w momencie zasłonienia przeciwnika, gdy nastąpi kontakt stał nieruchomo wewnątrz swojego cylindra, mając obie nogi na boisku.
Zasłona jest błędem (jest nielegalna), gdy:
- zawodnik wykonujący zasłonę porusza się
- zasłaniający nie pozostawia odpowiednio dużo miejsca, gdy przeciwnik się porusza, by miał on możliwość zatrzymać się, lub zmienić kierunek, bez wpadnięcia na zasłonę:
  - będąc w polu widzenia, może stać możliwie blisko, nie powodując kontaktu fizycznego
  - będąc poza polem widzenia, musi stać w odległości przynajmniej 1 normalnego kroku, lecz mniejszej od 2 normalnych kroków[1].

Rodzaje klasycznej zasłony:
- do piłki – zasłona wykonana na zawodniku kryjącym zawodnika z piłką
- od piłki – zasłona wykonana na zawodniku kryjącym zawodnika bez piłki

Oprócz tradycyjnej zasłony, można wykonać ją na inne sposoby, np. przebiegając między zawodnikiem z piłką a obrońcą.
Jeśli zasłona została postawiona legalnie i doszło do nielegalnego kontaktu między zawodnikami, odpowiedzialnym za ten kontakt jest zawodnik trafiony zasłoną i on ponosi tego konsekwencje (faul).